# 바그발랄어
바그발랄어(Bagvalal)는 러시아 다게스탄 남서부의 바그발랄족이 사용하는 아바르-안디어 계통의 언어로, 안디-코이수 강(Андийское Койсу)의 우안 일대과 조지아 국경에 가까운 주변의 구릉 지대에서 쓰인다. 언어는 틴디어와 가장 가깝다. 2020년 인구조사 기준 2,297명의 화자가 있다.